# Wagen
Wagen är en ort i kommunen Rapperswil-Jona i kantonen Sankt Gallen i Schweiz. Den ligger cirka 42,5 kilometer sydväst om Sankt Gallen. Orten har 1 206 invånare (2021).